# 다발혈관염 동반 육아종증

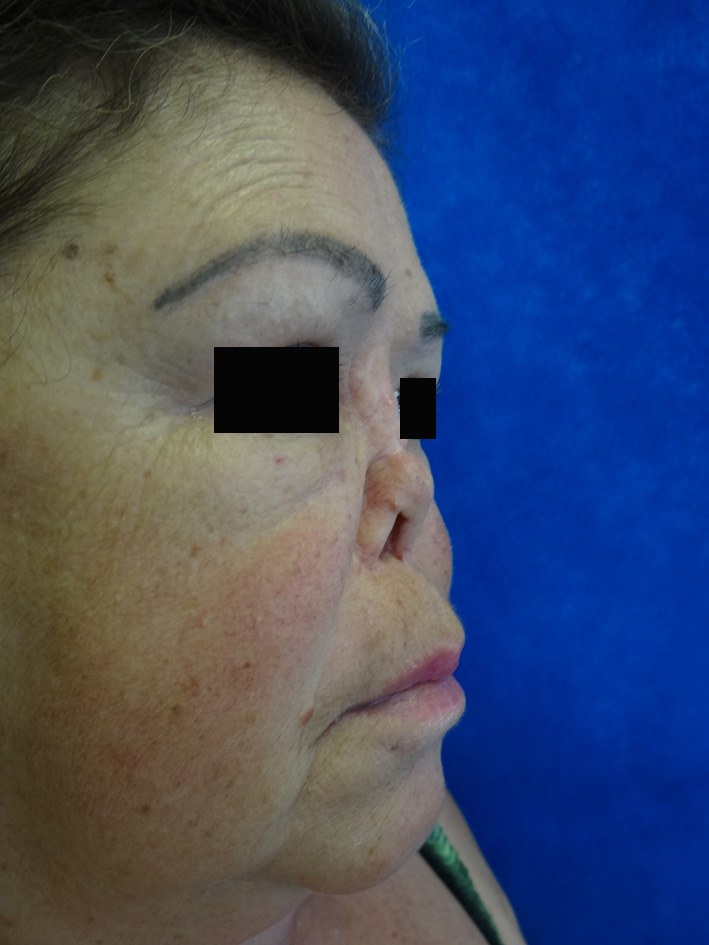
베게너 육아종 환자.

다발혈관염 동반 육아종증(granulomatosis with polyangiitis; GPA) 또는 베게너 육아종증(Wegener's granulomatosis; WG)은 다발혈관염과 육아종이 동시에 나타나는 조직장애이다. 허파와 신장에 손상을 입히며, 이 손상은 매우 치명적이어서 생명을 위협할 수 있다. 만성적인 면역억제로 발생할 수 있다. "베게너 육아종"이란 명칭은 1936년 병을 발견한 프리드리히 베게너의 이름이 붙은 것이다. 2000년 베게너가 나치 당원이었음이 밝혀지자 베게너의 이름을 언급하는 것이 터부시되어 현재의 이름이 새로 붙었다.